# Cerová
Cerová és un poble i municipi d'Eslovàquia que es troba a la regió de Trnava, a l'oest del país.

## Història
La primera menció escrita de la vila es remunta al 1696.

## Geografia
El municipi está situat a una altitud de 303 metres i ocupa una superfície de 21,880 km². Te una població de 1.157 persones.

## Demografia
| Godina             | 1994 | 2004   | 2014   | 2024   |
| ------------------ | ---- | ------ | ------ | ------ |
| Nombre de persones | 1388 | 1265   | 1182   | 1095   |
| Diferència         |      | −8,86% | −6,56% | −7,36% |

| Godina             | 2023 | 2024   |
| ------------------ | ---- | ------ |
| Nombre de persones | 1092 | 1095   |
| Diferència         |      | +0,27% |